# Rhodophthitus myriostictus
Rhodophthitus myriostictus là một loài bướm đêm trong họ Geometridae.